# Camburat
Camburat è un comune francese di 424 abitanti situato nel dipartimento del Lot nella regione dell'Occitania.

## Storia

### Simboli
Lo stemma è stato adottato il 7 dicembre 2020.
La fenice coronata d'oro ricorda l'aquila coronata d'oro in campo azzurro, simbolo della famiglia Conquans, originaria dell'Alvernia, che si stabilì a Camburat tra il XVII e il XVIII secolo. La fenice è anche simbolo della rinascita del paese dopo il terribile dramma subito durante la seconda guerra mondiale quando 23 case vennero incendiate dalla 2. SS-Panzer-Division "Das Reich" tedesca. La pecora sottolinea l'importanza dell'allevamento nell'economia del comune.
Il ramo di alloro è il simbolo della sofferenza e del martirio del paese ma anche della volontà di rialzarsi e il ramo di quercia quello della forza generosa e della longevità.

## Società

### Evoluzione demografica
Abitanti censiti